# Qntal
Qntal (prononcer kann-tal) est un groupe allemand d'« electro-médiéval ».

## Histoire
Le groupe est formé en 1991 par Ernst Horn (connu aussi pour sa participation dans le groupe Deine Lakaien) et Michael Popp, rejoints peu de temps après par la chanteuse Sigrid Hausen, dite Syrah, qui est également membre du groupe médiéval Estampie. Une nuit, Sigrid Hausen a rêvé qu'elle inscrivait les lettres Q, N, T, A et L sur un mur. C'est de là que vient le nom du groupe[réf. nécessaire].
Ils sont les pionniers du mouvement électro-médiéval, c'est-à-dire un mélange entre musique médiévale (instruments traditionnels, chant féminin, textes du XIIe et XIIIe siècles majoritairement en latin, etc.) et musique électronique. Une part non négligeable des paroles de leurs chansons sont des poèmes d'auteurs médiévaux allemands tels que Walther von der Vogelweide ou Gottfried von Straßburg chantés dans le texte.
Le groupe devient une référence grâce au titre Ad mortem festinamus, extrait de leur premier album, qui est un véritable succès parmi la scène gothique. En 1999, Ernst Horn quitte le groupe pour se consacrer entièrement à son autre projet, Deine Lakaien, et est remplacé par Philipp Groth. Plus tard, il forme le projet Helium Vola pour pouvoir mettre en œuvre ses opinions musicales de manière plus radicale. Michael Popp voit dans cette césure pour Qntal le passage du projet au groupe
En 2007, Qntal se produit au Wave-Gotik-Treffen avec Estampie au Schauspielhaus de Leipzig. Le 29 février 2008, l'album Qntal VI - Translucida sort,.
Pendant une longue pause créative, Philipp Groth quitte le groupe et Leon Rodt reprend la fonction de producteur.
Le 21 novembre 2014, Qntal sort son septième album studio, Qntal VII. Le 9 mars 2018, le huitième album studio, Qntal VIII - Nachtblume, sort,. Outre la poésie médiévale bien connue, des textes du romantique allemand Joseph von Eichendorff et de l'auteur allemand de fantasy et de science-fiction Markus Heitz y ont été mis en musique.

## Discographie

### Albums studio
- 1992 : Qntal I (Gymnastic Records)
- 1995 : Qntal II (Gymnastic Records)
- 2003 : Qntal III: Tristan und Isolde (Stars in the Dark)
- 2004 : Illuminat
- 2005 : Qntal IV : Ozymandias (Drakkar Entertainment) (71e place des charts allemands[9])
- 2006 : Qntal V : Silver Swan (Drakkar Entertainment)
- 2008 : Qntal VI : Translucida (Drakkar Entertainment)
- 2009 : The Best-Of Qntal - Purpurea (Drakkar Entertainment)
- 2014 : Qntal VII (Drakkar Entertainment)
- 2018 : Qntal VIII : Nachtblume (Drakkar Entertainment)
- 2022 : Qntal IX : Time Stands Still (Drakkar Entertainment)